# National Geographic Society

Animació amb el logotip.

La National Geographic Society (en català: Societat Geogràfica Nacional) és una organització que té com a objectiu avançar cap al coneixement general de la geografia i el món entre el públic general. Per a aquest fi, realitza beques d'exploració i publica mensualment una revista, National Geographic. Va ser fundada als Estats Units el 27 de gener de 1888 per 33 homes interessats en "organitzar una societat per a l'increment i la difusió del coneixement geogràfic". Van començar a discutir la formació de la societat dues setmanes abans del 13 de gener de 1888. Gardiner Greene Hubbard va esdevenir el seu primer president, i el seu gendre, Alexander Graham Bell va ser el seu successor. La societat és també l'atorgadora de la Medalla Hubbard, que deu el seu nom al seu primer president.

## La revista
The National Geographic Magazine, més tard escurçat a National Geographic, va ser publicada per primera vegada nou mesos després de la fundació de la societat. S'ha convertit en una de les revistes més conegudes al voltant del món i és fàcilment reconeguda per les seves característiques vores grogues.
És una publicació mensual, encara que ocasionalment s'han realitzat edicions especials. A més dels articles sobre diversos llocs, història i cada racó del planeta, la revista és reconeguda àmpliament per la seva qualitat d'edició i els seus estàndards en les fotografies, el que la fa la llar dels millors periodistes gràfics del món. Fins i tot va publicar fotografies a color a començament del segle xx, quan aquesta tecnologia era incipient.
També és molt coneguda pels freqüents mapes detallats que oferix sobre les regions que visita. Fins i tot els arxius dels mapes de la Societat han estat utilitzats pel govern dels Estats Units en moments on els seus recursos cartogràfics eren limitats. Els subscriptors de la revista tendeixen a col·leccionar-les (la gran part d'altres revistes tendeixen a ser descartades després d'haver estat llegides) i poden adquirir caixes especials per a guardar-les per any.
L'any 1960 es van començar a publicar fotos en la tapa frontal de la revista, anteriorment, només contenien text.
Una foto de portada de l'any 1984 va ser el retrat d'una jove refugiada de l'Afganistan de bells ulls. La seva imatge va passar a ser mundialment famosa. Després de la invasió liderada per Estats Units a aquest país, es va realitzar una recerca de la jove. Va ser identificada l'any 2002 com Sharbat Gula. La seva història va ser explicada en l'edició de març de 2003 de la revista.
L'any 1995, National Geographic va començar a publicar-se en japonès, i fou la primera edició en un idioma local. Actualment la revista es publica en diferents idiomes, incloent japonès, castellà, hebreu, grec, italià, francès, alemany, polonès, coreà, portuguès, xinès, txec, romanès, rus, búlgar i neerlandès.

## Altres publicacions
The National Geographic School Bulletin és una revista similar a National Geographic, però orientada a joves en edat escolar. Va Ser publicada durant l'any lectiu des de 1919 fins a 1975, quan va ser reemplaçada per National Geographic World. El 1984 la societat va crear "National Geographic Traveler", que va ser seguida el 1999 per "National Geographic Adventure Magazine" i el 2001 per "National Geographic for Kids".
La societat també publica materials educatius, mapes temàtics, atles, DVD i nombrosos llibres i pàgines web a Internet amb recerques temàtiques històriques.

### Televisió
La National Geographic Society també ha explorat l'ús de la televisió com un mitjà per a dur els viatges dels seus corresponsals i programes d'interès educatiu, cultural i científic a la llar de les persones. Els programes especials del National Geographic s'han emès durant molts anys als Estats Units per la PBS, la televisió pública. Els programes televisius van començar el 1964 en la CBS, per a traslladar-se a l'ABC el 1973 i finalment a la PBS el 1975. Al setembre de 1997, la societat va llançar el seu propi canal televisiu internacional, el National Geographic Channel que es pot veure per cable i via satèl·lit. El 2001 es va llançar als Estats Units.

## Suport a investigacions i projectes

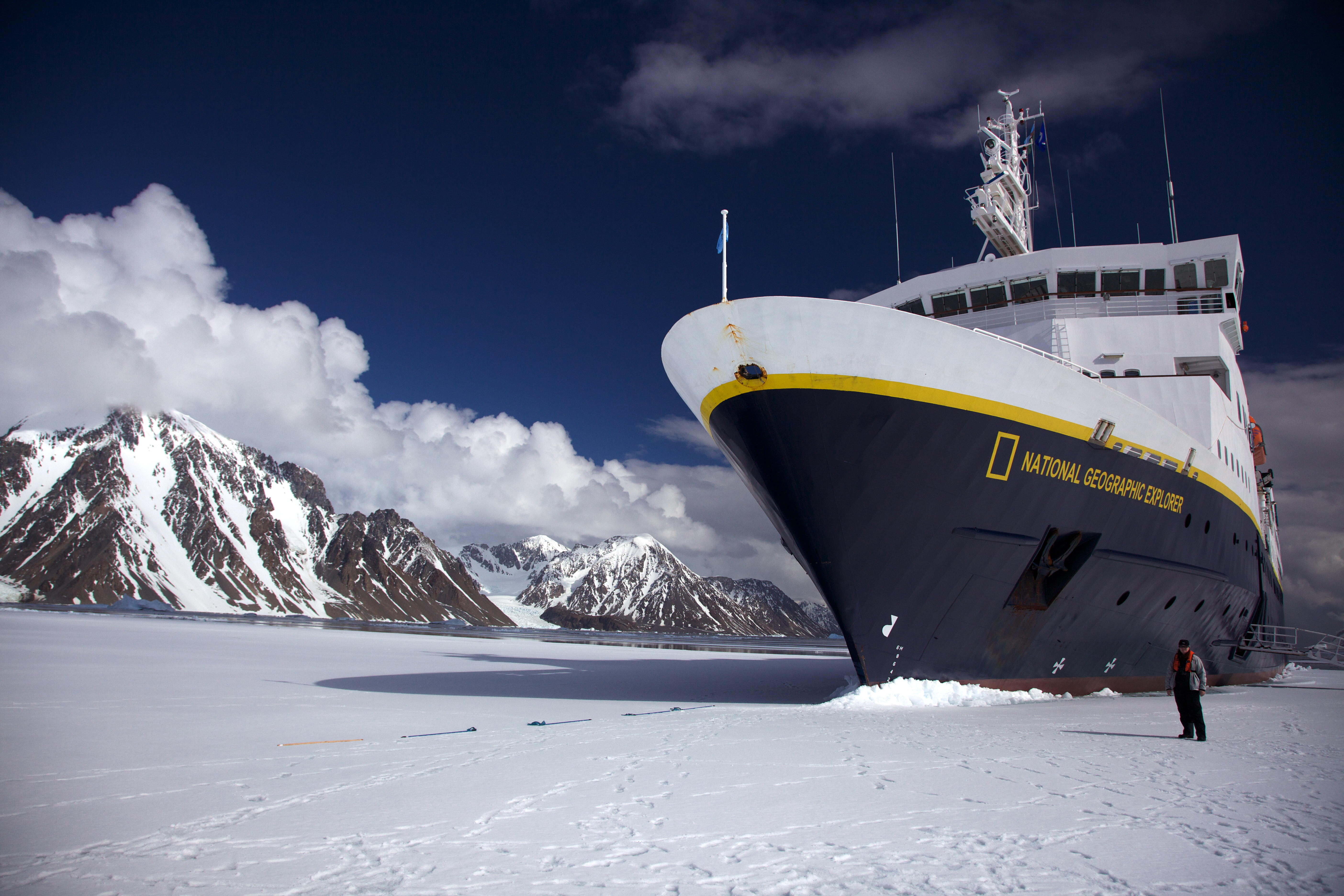
National Geographic Explorer visitant l'Antàrtida

La societat ha ajudat en el patrocini de moltes expedicions i projectes d'investigació a través dels anys. D'entre aquests es poden destacar: 
- Dian Fossey - (Goril·les de muntanya).
- George Bass - (Arqueologia submarina).
- Gustavus McLeod - (Primer vol al Pol Nord en un avió de cabina oberta).
- Hiram Bingham - (Excavacions en Machu Picchu).
- Ian Baker (Descobriment de les cascades de Tsangpo Gorge, en el Tibet).
- Jacques-Yves Cousteau - (Exploració submarina).
- Jane Goodall - (Estudis sobre ximpanzés).
- Llig Berger - (Les petjades més antigues de l'home modern).
- Louis and Mary Leakey - (Descobriment del fòssil de Zinjanthropus, més d'1,75 milions d'anys d'antiguitat).
- Paul Serè - (Dinosaures).
- Richard I. Byrd - (Primer vol sobre el pol Sud).
- Robert Ballard - (Titanic).
- Robert Peary i Matthew Henson - (Expedició al pol Nord).
- ? - (Descobriment de fòssils de dinosaure a la Xina amb característiques desconegudes).

La societat patrocina molts projectes socials, com AINA, una organització a Kabul dedicada al desenvolupament de mitjans de comunicació independents a l'Afganistan. També patrocina The National Geographic Bee, un concurs anual de geografia per a estudiants d'escoles d'educació mitjana dels Estats Units.
Per tot això, el 2006 va ser guardonada amb el Premi Príncep d'Astúries de Comunicació i Humanitats. En l'exemplar de març de l'edició anglesa d'aquell any, va aparèixer una nota del president de la National Geographic Society John Fahey i una fotografia del fotògraf Eloy Alonso a la pàgina 14 amb relació a la concessió del premi.